# Australobolbus convergifrons
Australobolbus convergifrons är en skalbaggsart som beskrevs av Henry Fuller Howden 1992. Australobolbus convergifrons ingår i släktet Australobolbus och familjen Bolboceratidae. Inga underarter finns listade.